# 機動戦士ガンダム 黒衣の狩人
『機動戦士ガンダム 黒衣の狩人』（きどうせんしガンダム こくいのかりうど）は、万乗大智によるガンダムシリーズの漫画作品。

## 概要
小学館の月刊少年漫画雑誌『週刊少年サンデーS』2013年2月号（2012年12月24日発売）から、2013年6月号（4月25日発売）まで連載された。全5話。単行本は少年サンデーコミックス〔スペシャル〕より全1巻。
テレビアニメ『機動戦士ガンダム』の世界観を元にした作品であるがガンダムタイプMSは登場しない。

## あらすじ
宇宙世紀0079年、一年戦争末期。地球の衛星軌道上にて、連邦軍のMSジムを狩るジオン軍のMS部隊、通称「狩人部隊」は連邦軍からはジム狩り部隊として恐れられていた。狩人部隊の隊長、ヴォルフガング少佐は、自身が駆る漆黒のMSから敵味方を問わず、畏怖を以って「黒衣の狩人」と呼ばれていた。しかし、連邦軍のMSパイロット、ブラントンの卑劣な行為によって二度と消えない身体の傷と汚名を負う事になる。戦局が厳しく、補給もままならない中、半ば廃棄されていたMSヅダを手に入れ、狩人部隊は再び地球軌道上におもむく。
一方、連邦軍では爆弾を満載した鹵獲チベ級を用いて月のグラナダ基地を壊滅させる極秘作戦が進行していた。その鹵獲チベ級と狩人部隊が接触し戦闘になり、双方に大きな被害が出る。鹵獲チベ級は航路を外れ北アイルランドの街への落下コースに乗ってしまった。武器も弾薬も使い果たしたヴォルフガング少佐は乗機ヅダの特徴である欠陥を用いて、北アイルランドの街へ被害の出る高度になる前に鹵獲チベ級を破壊する。

## 登場人物

### ジオン公国軍
ウォルフガング
主人公、男性。階級は少佐。狩人部隊の隊長、エースパイロットとして多数のMSや艦艇を撃破し、漆黒のパーソナルカラーのザクから「黒衣の狩人」と呼ばれている。
戦闘において明確なポリシーを持っており、戦意が無い敵には引く猶予を与えるなど、無益な殺生は好まない。
地球軌道上という地の利を活かし、水切りの要領で、浅い角度でMSを大気圏に跳ねさせて通常をはるかに超える機動、加速を得る操縦技量を持つ（一歩間違えば大気圏に突入し燃え尽きてしまう）。
ブラントンとの戦闘最中、民間船を巻き込むまいと見逃すが、その隙をブラントンに民間船ごと撃たれ、民間船の爆発に巻き込まれ、右目と左腕を失っただけでなく、連邦軍のプロパガンダによって民間人殺しの汚名をかぶる事になる。以降、無益な殺生を好まないのは変わらないが、連邦軍の漂流者を救出リスクを理由に、そのまま見捨てるような冷徹さも持つようになった。
失った左腕に義手を付け戦線復帰し、大破したザクに代わって不採用後倉庫に眠っていたMSヅダを駆る。
連載予告では「シュタイナー少佐」となっていた。
サキエ
ウォルフガングの婚約者。ウォルフガングの反対を押し切り密かに軍に入隊、志願して狩人部隊のオペレータに配属となる。戦後、作家となり、狩人部隊の記録を記した書籍「黒衣の狩人」を出版した。
書籍「黒衣の狩人」はジオンを美化し過ぎた内容であるとして連邦側のメディアに糾弾されたと言われている。
オーランド
狩人部隊の母艦であるムサイ級の艦長。男性。階級は大尉。
ジョナサン
狩人部隊に配属された学徒兵。経験不足から鹵獲チベ級に隠れていた連邦軍MSに撃破される。

### 地球連邦軍
ブラントン
連邦軍のMSパイロット。男性、階級は当初は少尉であったが、ソロモン戦後に中尉に昇進。
「エースダック」と自称するベテランパイロット。搭乗MSはラバー・ダックのパーソナルマークがペイントされている。
ウォルフガングとの最初の戦闘において、形勢不利と見るや民間船を盾にし、ウォルフガングが見逃した隙を付き、民間船ごと銃撃し撃破。さらに民間船撃破の罪をウォルフガングになすりつけ昇進した卑劣漢。
自身が犯した罪の真相（交戦中の通信記録）の記録抹消と引き換えにサイモン・ヒューズが立案したグラナダへの破壊工作作戦に参加する事になる。
サイモン・ヒューズ
北アイルランド出身の連邦軍情報部将校。戦争を早期終結させるため、爆弾を満載した鹵獲チベ級をジオン軍を騙ってグラナダ入港後に爆破する作戦を立案、実行する。自身も作戦指揮官として鹵獲チベ級に搭乗する。
ヤマグチ
工作船である鹵獲チベ級の艦長。

## 登場兵器
EMS-10（YMS-01） ヅダ
ザクIとの正式採用を賭けたコンペティションで爆発事故を起こしたいわくつきの機体。機体性能はザクIをはるかに凌駕していたと言われる。EMS-10はその機体の改良機であるとされるが、やはり爆発事故を起こしている。
ウォルフガング少佐のパーソナルカラーである黒色に塗装され、シールドには狩人隊のエンブレムである「ウサギを咥える狼」のマーキングが描かれている。
爆発する運用条件なども知られており、爆発しないよう運用する、または故意に爆発を引き起こすことも可能。
MS-06S ウォルフガング専用ザクII
黒系統のパーソナルカラーで塗装されている。
RGM-79C（RGM-79[E]）ジム改

## 単行本
1. 2013年5月22日発行  ISBN 978-4-09-124309-6
  1. ウォルフガング登場!
  2. 決意
  3. 戦う理由
  4. 一騎打ち
  5. 愛よ! 永遠に!!

巻末設定資料集（モビルスーツ及び戦艦内部の設定画）